# Harrisomyia bicuspidata
Harrisomyia bicuspidata is een tweevleugelige uit de familie steltmuggen (Limoniidae). De soort komt voor in het Australaziatisch gebied.